# Ariane (Greuze)
Pour les articles homonymes, voir Ariane.
Ariane est une peinture à l'huile réalisée vers 1804 par l'artiste français Jean-Baptiste Greuze,. Il représente Ariane, une figure de la mythologie grecque, portant une couronne d'étoiles. Selon Ovide, la princesse crétoise Ariane avait aidé Thésée à vaincre le Minotaure et à s'échapper du Labyrinthe, pour être abandonnée par lui sur l'île de Naxos.
Il s'agit vraisemblablement de l'Ariane exposée au Salon de Paris de 1804. Greuze avait commencé à soumettre des œuvres au Salon de 1800 après plus de trente ans d'absence à la suite d'un différend avec l'Académie royale de peinture. La toile est conservée à la Wallace Collection à Londres, après avoir été acquise par le marquis de Hertford en 1849.